# فریبل ۱۰۸۳۵
سیارک ۱۰۸۳۵ (به انگلیسی: 10835 Frobel، نامگذاری:1993VB8) ده هزار و هشتصد و سی و پنجمین سیارک کشف شده‌است که در ۱۲ نوامبر ۱۹۹۳ کشف شد.
قدر مطلق سیارک برابر ۱۵٫۰۰ است.